# Vordere Kesselschneid
Vordere Kesselschneid är en bergstopp i Österrike.   Den ligger i distriktet Kufstein och förbundslandet Tyrolen, i den centrala delen av landet, 300 km väster om huvudstaden Wien. Toppen på Vordere Kesselschneid är 2 001 meter över havet, eller 652 meter över den omgivande terrängen. Bredden vid basen är 4,7 km. Vordere Kesselschneid ingår i Kaisergebirge.
Terrängen runt Vordere Kesselschneid är kuperad åt nordväst, men åt sydost är den bergig. Närmaste större samhälle är Kufstein, 8,7 km väster om Vordere Kesselschneid. 
Trakten runt Vordere Kesselschneid består i huvudsak av gräsmarker. Runt Vordere Kesselschneid är det ganska tätbefolkat, med 52 invånare per kvadratkilometer.